# Genie Awards 2009
Die 29. Genie Awards wurden am 4. April 2009 an Filme des Filmjahres 2008 vergeben. Die Preisverleihung fand im Canadian Aviation Museum in Ottawa, Ontario statt und wurde über Global und IFC. Moderator war Dave Foley.
Die Nominierungen wurden am 10. Februar 2009 bekannt gegeben. Es führte der Film Ce qu'il faut pour vivre mit acht Nominierungen, gefolgt von Everything Is Fine (Tout est parfait) mit sieben. Der Historienfilm Das Feld der Ehre – Die Schlacht von Passchendaele gewann fünf Genies und wurde auch mit dem Golden Reel als erfolgreichster kanadischer Film ausgezeichnet.

## Verleihungsort
Die 29. Genie Awards wurden in Ottawa abgehalten, der Hauptstadt Kanadas. Die Entscheidung wurde von der National Capital Commission (NCC) beeinflusst. Vorher wurden die Verleihungen nur in Toronto sowie zweimal in Montreal abgehalten. Die Regierung der Provinz Ontario investierte 150.000 US-Dollar um die Genie Awards und die Genie Week. So sollte auch nationales Interesse für Touristenattraktionen in der Region geweckt werden.
Als Verleihungsort wurde das Canadian Aviation Museum (heute: Canada Aviation and Space Museum) gewählt. Gordon Pinsent und Caroline Neron verkündeten am 10. Februar 2009 die Nominierungen.

## Genie Week
Die Genie Week wurde mit dieser Verleihung eingeführt. Insgesamt wurden an acht Tagen 20 Veranstaltungen durchgeführt, die auf die eigentliche Preisverleihung hinweisen. Diese wurden von dem Genie Host Organizing Committee, der NCC und der Academy of Canadian Cinema & Television (ACCT) geplant.
Das Canadian War Museum veranstaltete eine kostenlose Kinovorstellung von Das Feld der Ehre – Die Schlacht von Passchendaele mit anschließender Fragerunde und Führung durch das Museum. Das Canadian Aviation Museum wurde für Amal zu einem Autokino umgebaut. Weitere nominierten Filme wurden im Centrepointe Theatre, Arts Court, dem Canadian Museum of Civilization und dem Canadian Museum of Nature vorgestellt, eingebettet in kulturelle Veranstaltungen und Diskussionsrunden. 
Das Library and Archives Canada (LAC) bot Aufführungen der Kategorien Bester Kurzfilm und Bester animierter Kurzfilm zur Mittagszeit an, gefolgt von Führungen durch ihre Filmkollektion.
Am Tag der Veranstaltung brachten besondere Züge der Firma Via Rail Nominierte, Vertreter der Industrie und Ehrengäste von Toronto und Montreal nach Ottawa, wo eine Zeremonie auf dem Roten Teppich stattfand.

## Preisverleihung
Während die Verleihung etwas die Extravaganz der Toronto-Veranstaltungen vermissen ließ, wurde sie doch als kluger und moderner Event bewertet. Guy Buller, Präsident der ACTRA in Ottawa, fand vor allem die Museumsumgebung mit den alten Flugzeugen förderlich, die ein bisschen Geschichte und Stolz in die Veranstaltung brachte.
Nach der Preisverleihung gab es eine Gala im Canadian War Museum.

## Politische Stellungnahmen
Der Ort der Preisverleihung lag nahe dem Parliament Hill. Man nutzte diese Nähe, um die konservative Regierung um Stephen Harper aufzufordern die Unterstützung für Film und Fernsehen, insbesondere natürlich die Canadian Broadcasting Corporation (CBC) zu erhöhen. So forderte Foley auf, dass kanadische Kinos einen gewissen Anteil heimischer Produktionen aufführen sollen, wie es in Frankreich und Großbritannien der Fall sei.
Moderatorin Wendy Crewson witzelte, dass die After-Show-Party im Wohnsitz des Premierministers stattfinden würde, wo sie auf einer Narrikade mit einem Megafon stehen würde.
Der Minister of Canadian Heritage James Moore hatte eine Einladung erhalten, war aber nicht erschienen. Ein Journalist der The Globe and Mail hob hervor, dass kein konservativer Politiker an der Veranstaltung teilnahm, allerdings die liberalen Abgeordnete Pablo Rodríguez und Martha Hall Findlay. Rodriguez war ein Kritiker der Politik der Canadian Heritage.
Jay Stone von der National Post schrieb, das Kristin Booths Sieg in der Kategorie Beste Nebendarstellerin für ihre Rolle im Film Young People Fucking als eine Stellungnahme zum Bill C-10 gesehen werden kann, der bei den Genie Awards 2008 vermehrt kritisiert wurde. Der Film fiel in den Zuständigkeitsbereich des Gesetzestextes, der die Filmförderung betraf, und diente als Beispiel für einen Film, der nicht staatlich gefördert wurde.

## Gewinner und Nominierte
| Bester Film | Beste Regie |
| --- | --- |
| - Das Feld der Ehre – Die Schlacht von Passchendaele (Passchendaele) – Niv Fichman, Francis Damberger, Paul Gross, Frank Siracusa - Amal – David Miller, Steven Bray - The Necessities of Life (Ce qu'il faut pour vivre) – Bernadette Payeur, René Chénier - Normal – Andrew Boutilier, Carl Bessai - Everything Is Fine (Tout est parfait) – Nicole Robert                                                           | - Benoît Pilon – The Necessities of Life (Ce qu'il faut pour vivre) - Carl Bessai – Normal - Lyne Charlebois – Borderline – Kikis Story (Borderline) - Yves-Christian Fournier – Everything Is Fine (Tout est parfait) - Richie Mehta – Amal |
| Bester Hauptdarsteller | Beste Hauptdarstellerin |
| - Natar Ungalaaq – The Necessities of Life (Ce qu'il faut pour vivre) - Paul Gross, Das Feld der Ehre – Die Schlacht von Passchendaele (Passchendaele) - Rupinder Nagra – Amal - Christopher Plummer – Emotional Arithmetic - Aaron Poole – This Beautiful City | - Ellen Burstyn – The Stone Angel - Isabelle Blais – Borderline – Kikis Story (Borderline) - Marianne Fortier – Maman ist kurz beim Friseur (Maman est chez le coiffeur) - Susan Sarandon – Emotional Arithmetic - Preity Zinta – Heaven on Earth |
| Nebendarsteller | Nebendarstellerin |
| - Callum Keith Rennie – Normal - Normand D'Amour – Everything Is Fine (Tout est parfait) - Benoît McGinnis – Le Banquet - Rade Šerbedžija – Fugitive Pieces - Max von Sydow – Emotional Arithmetic | - Kristin Booth – Young People Fucking - Céline Bonnier – Maman ist kurz beim Friseur (Maman est chez le coiffeur) - Éveline Gélinas – The Necessities of Life (Ce qu'il faut pour vivre) - Anie Pascale – Everything Is Fine (Tout est parfait) - Rosamund Pike – Fugitive Pieces |
| Bestes Originaldrehbuch | Bestes adaptiertes Drehbuch |
| - Bernard Émond – The Necessities of Life (Ce qu'il faut pour vivre) - Randall Cole – Real Time - Travis McDonald – Normal - Deepa Mehta – Heaven on Earth - Guillaume Vigneault – Everything Is Fine (Tout est parfait) | - Marie-Sissi Labrèche und Lyne Charlebois – Borderline – Kikis Story (Borderline) - Richie Mehta und Shaun Mehta – Amal - Jeremy Podeswa – Fugitive Pieces |
| Bester Kurzfilm | Bester animierter Kurzfilm |
| - Next Floor – Denis Villeneuve, Phoebe Greenberg - The Answer Key – Samir Rehem, Robin Crumley - Beyond the Walls (La Battue) – Guy Édoin, Pascal Bascaron, Sylvain Corbeil - Can You Wave Bye-Bye? – Sarah Galea-Davis, Paul Barbeau - My Name Is Victor Gazon (Mon nom est Victor Gazon) – Patrick Gazé, Antonello Cozzolino, Marie-Josée Laroque, Annie Normandin                                                  | - Sleeping Betty – Claude Cloutier, Marcel Jean - Drux Flux – Theodore Ushev, Marc Bertrand - The Facts in the Case of Mister Hollow – Rodrigo Gudiño, Vincent Marcone, Marco Pecota |
| Beste Ausstattung | Beste Kamera |
| - Carol Spier und Janice Blackie-Goodine – Das Feld der Ehre – Die Schlacht von Passchendaele (Passchendaele) - Patrice Bengle – Maman ist kurz beim Friseur (Maman est chez le coiffeur) - Matthew Davies und Erica Milo – Fugitive Pieces - Rob Gray – The Stone Angel - Danielle Labrie – The American Trap (Le Piège américain)                                                                                    | - Gregory Middleton – Fugitive Pieces - Nicolas Bolduc – Le Banquet - Bobby Bukowski – The Stone Angel - Pierre Gill – The American Trap (Le Piège américain) - Sara Mishara – Everything Is Fine (Tout est parfait) |
| Bestes Kostüm | Bester Schnitt |
| - Wendy Partridge – Das Feld der Ehre – Die Schlacht von Passchendaele (Passchendaele) - Francesca Chamberland – The Necessities of Life (Ce qu'il faut pour vivre) - Marie-Geneviève Cyr – Who Is KK Downey? - Michèle Hamel – Maman ist kurz beim Friseur (Maman est chez le coiffeur) - Michèle Hamel – The American Trap (Le Piège américain)                                                                      | - Richard Comeau – The Necessities of Life (Ce qu'il faut pour vivre) - Frédérique Broos – Ich schwör’s, ich war’s nicht! (C'est pas moi, je le jure!) - Dominique Fortin – Maman ist kurz beim Friseur (Maman est chez le coiffeur) - Dominique Fortin und Carina Baccanale – Le Banquet - Yvann Thibaudeau – Borderline – Kikis Story (Borderline) |
| Bester Ton | Bester Tonschnitt |
| - Lou Solakofski, Garrell Clark und Steve Foster – Das Feld der Ehre – Die Schlacht von Passchendaele (Passchendaele) - Sanjay Mehta, Stephan Carrier und Kirk Lynds – Amal - Mario Auclair, Luc Boudrias und François Senneville – Le Banquet - Claude La Haye, Daniel Bisson, Luc Boudrias and Patrick Lalonde – The American Trap (Le Piège américain) - David Ottier und Daniel Prado Villar – This Beautiful City | - Jane Tattersall, Kevin Banks, Barry Gilmore, Andy Malcolm und David Rose – Das Feld der Ehre – Die Schlacht von Passchendaele (Passchendaele) - Robert LaBrosse, France Lévesque, Guy Francoeur, Lucie Fortier and Lori Paquet – La ligne brisée - François B. Senneville, Antoine Morin and Carole Gagnon – Le Banquet - Jean-François Sauvé, Natalie Fleurant, Jérôme Décarie und Claude Beaugrand – The American Trap (Le Piège américain) - Nelson Ferreira, Lee de Lang und Nathan Robitaille – This Beautiful City |
| Beste Filmmusik | Bester Song |
| - John McCarthy – The Stone Angel - Normand Corbeil – Emotional Arithmetic - Laurent Eyquem – Maman ist kurz beim Friseur (Maman est chez le coiffeur) - Nikos Kypourgos – Fugitive Pieces - Robert M. Lepage – The Necessities of Life (Ce qu'il faut pour vivre) | - Dr. Shiva: Rahi Nagufta – Amal - Loco Locass: Accrocher? – Everything Is Fine (Tout est parfait) - Bry Webb: Big Smoke – This Beautiful City |
| Bester Dokumentarfilm | Spezialpreise |
| - Up the Yangtze – Eine Landschaft verschwindet (Up the Yangtze) – Yung Chang, Mila Aung-Thwin, John Christou, Germaine Ying-Gee Wong - Infiniment Québec – Jean-Claude Labrecque, Yves Fortin, Christian Medawar - My Winnipeg – Guy Maddin, Phyllis Laing, Jody Shapiro | - Canadian Screen Award for Best Makeup: Adrien Morot, Réjean Goderre, Marifrance Guy, Bruno Gatien and Nathalie Trépanier – Cruising Bar 2 - Claude Jutra Award: Yves-Christian Fournier, Everything Is Fine (Tout est parfait) - Golden Reel Award: Das Feld der Ehre – Die Schlacht von Passchendaele (Passchendaele) |